# Дністровське водосховище
Дністро́вське водосхо́вище  або Га́лицьке мо́ре— таку назву мають два водосховища (головне та буферне) на річці Дністер у Чернівецькій, Хмельницькій і Вінницькій областях.
Головне ДВ створене у 1981–1987 за проектом інституту «Укргідропроект». Відповідно до проекту, створ гідровузла Дністровської ГЕС розташовано за 677,7 км від гирла річки Дністра, площа водозбірного басейну до створу становить 40500 км². Норма стоку прийнята як 274 м³/с. Максимальна витрата, на яку розраховано гідровузол — 13260 м³/с.
Гребля Дністровської ГЕС розташована біля м. Новодністровськ Чернівецької області.

## Основні характеристики

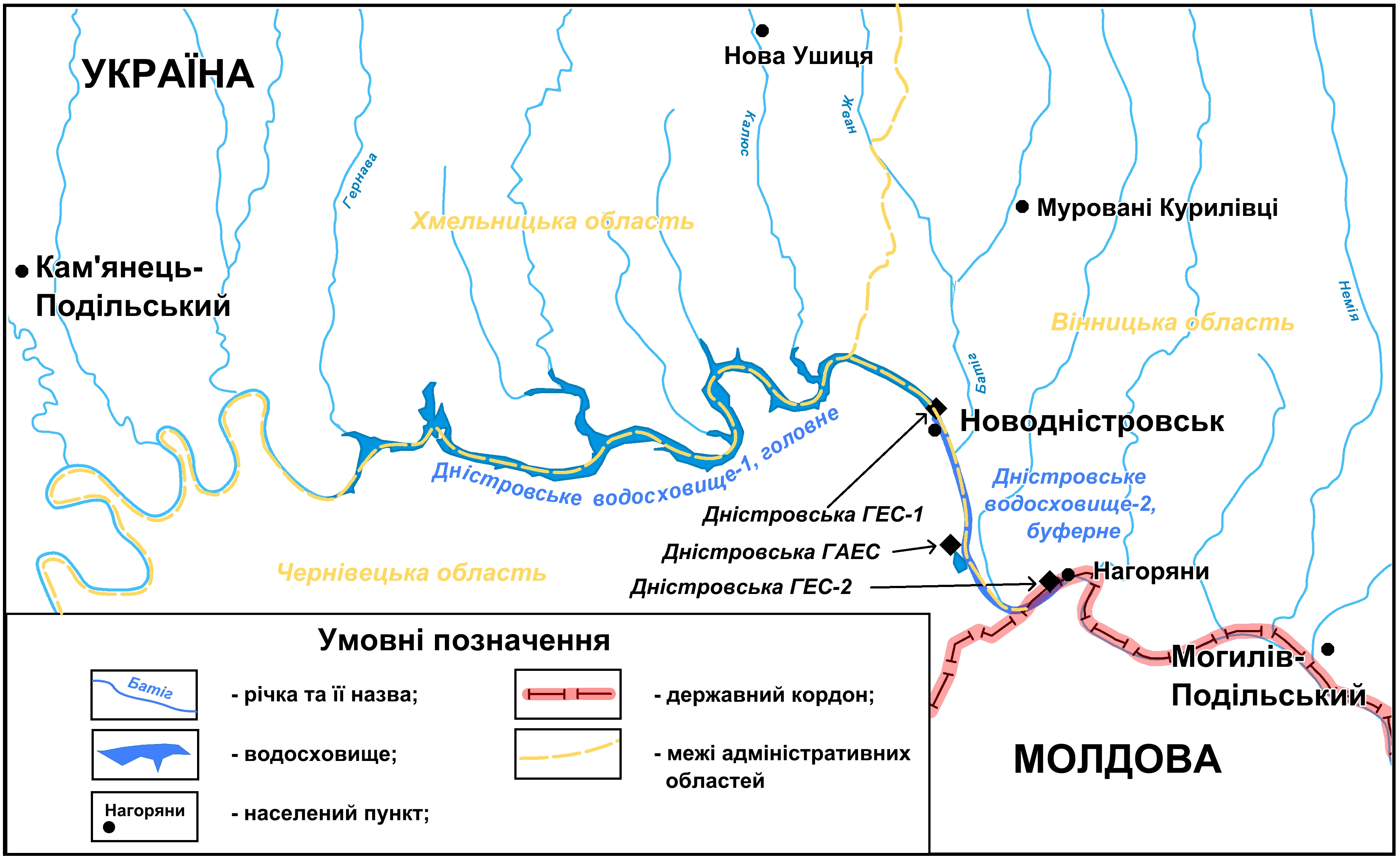
Картосхема Дністровських водосховищ (головного і буферного), Україна

- нормальний підпірний рівень — 121,0 м;
- форсований рівень — 125,0;
- рівень мертвого об'єму — 102,5 м;
- повний об'єм — 3,0 км³;
- корисний об'єм — 2,0 км³;
- площа дзеркала — 142 км²;
- довжина — 194 км;
- середня глибина — 21,0 м;
- максимальна глибина — 54 м.
- мінералізація води — 350—420 мг/дм³.

Наповнення водосховища здійснювалось з кінця 1981 року до 1987 року, що пояснюється тривалим періодом малої водності.
Водосховище дозволяє здійснювати сезонне регулювання стоку Дністра з переходом на річне і забезпечити зрошення 500 тис. га орних земель. Крім того, вже 25 років населені пункти Молдови і України, розташовані на берегах Дністра від ГЕС до Чорного моря, не страждають від руйнівних дій паводків та весняних льодових заторів.
Основне призначення водосховища — гідроенергетика. Поряд з виробленням електроенергії, забезпечується захист населених пунктів від повеней, водопостачання населення, промисловості та зрошення.
В створі гідровузла водосховища побудована Дністровська ГЕС потужністю 702 МВт.

## Дністровське водосховище (буферне)
За 20 км нижче за течією від Дністровської ГЕС-1 біля с. Нагоряни Вінницької області споруджено буферний гідровузол — Дністровське водосховище — буферне:
- довжина — 19,8 км;
- повний об'єм — 44,9 км³;
- площа дзеркала — 6,4 км²;
- максимальна глибина — 21 м;
- середня глибина — 6,99 м.

Дністровське водосховище — буферне призначено для вирівнювання попусків з Дністровського водосховища — головного та їхнього впливу на р. Дністер при добовому і тижневому регулюванні потужності Дністровської ГЕС-1.
Гребля буферного водосховища має 12 водоскидних отворів.
Ліворуч від греблі споруджено невелику Дністровську ГЕС-2, потужністю 40,8 МВт.
Буферне водосховище одночасно є нижньою водоймою для Дністровської ГАЕС.

## Експлуатація
Експлуатацію Дністровського водосховища — головного та Дністровського водосховища — буферного здійснює Дністровсько-Прутське басейнове управління водних ресурсів.
Режим роботи водосховищ визначено «Правилами експлуатації водосховищ Дністровського комплексного гідровузла (ДКГВ)».
У зв'язку з відставанням фактичного водоспоживання від проектного рівня надлишки стоку можуть використовуватись в інтересах будь-якого учасника водогосподарського комплексу за рішенням постійно діючої Міжвідомчої комісії.
З метою запобігання затоплень у нижньому б'єфі ДКГВ середньодобові витрати Дністровської ГЕС (за виключенням паводків) не повинні перевищувати 1000 м³/с.

## Екологія

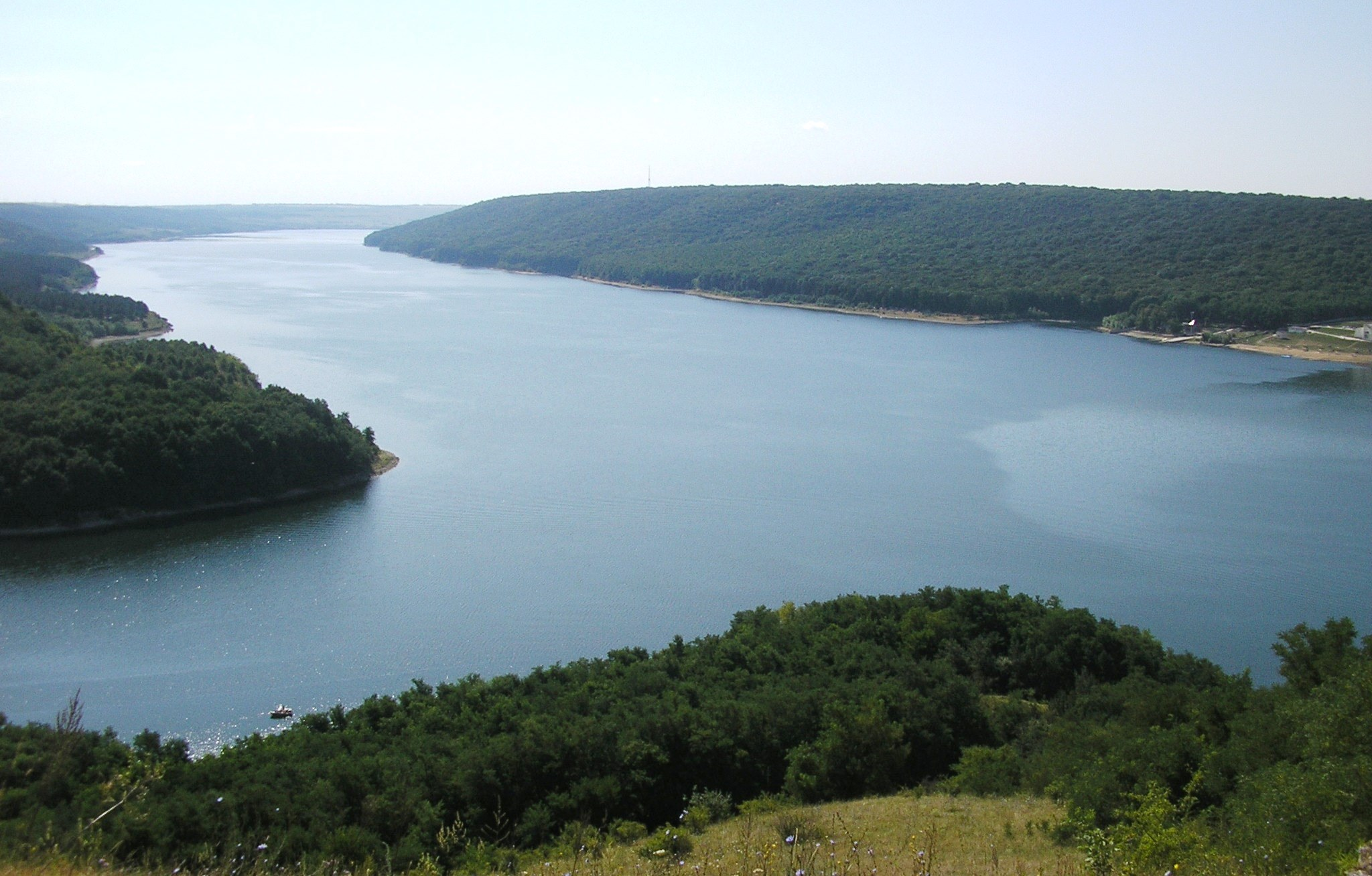
Дністровське водосховище

Зарегульованість Дністра греблями Дністровського та Дубосарського водосховищ в значній мірі змінила режим стоку ріки і, відповідно, гідроекологічну ситуацію, особливо в пониззі Дністра. Щоб відновити екосистеми, які зазнали суттєвих змін у період заповнення водосховища, починаючи з 1988 року, з Дністровського водосховища почали проводити екологічні попуски, які визначаються такими характеристиками:
- спрямовані на створення умов для розмноження риб, птахів та інших гідробіонтів;
- повинні збігатися з початком вегетації водяної рослинності, розвитком фітофільних біоценозів, нерестом риби (при температурі води, яка не менше 12 градусів за Цельсієм);
- тривалі (28—30 днів);
- забезпечується збільшення витрат в стислі строки до значень 350 м3/с при подальшому їх повільному збільшенні до мінімально необхідних значень 480—500 м3/с та наступним поступовим зниженням скидів. Обсяг води, що потрібен для репродукційного попуску, становить не менше 0,8 км3.

Наступний огляд відповідності екологічних попусків за 7 років вищевказаним параметрам дозволяє оцінити ефективність їх проведення.

### Екологічний попуск 1999 року
Тривав з 14 квітня по 16 травня (33 доби). Водність в квітні та травні місяці становила відповідно 142 % та 108 % норми. Основні показники екологічного попуску:
- середні витрати — 621 м3/с, середньому значенні припливу — 616 м3/с;
- об'єм витрат — 1771 м3/с, при об'ємі припливу — 1756 млн м3;
- рівень води у верхньому б'єфі на кінець екологічного попуску 120,94 м. Бс.

Враховуючи високу водність квітня місяця рівень води у водосховищі перевищував НПР практично весь період екопопуску (24 доби) і досягав максимальної позначки 121,96 м. Бс, що призвело до таких негативних наслідків як активізація процесів берегообрушення.
Водночас, збільшення середньодобових витрат до 700—900 м3/с протягом 11 діб (20—30 квітня), а також поступове і тривале зменшення скидів, дозволило забезпечити оптимальні умови для проходження нересту. Проведений аналіз показує, що динаміка та терміни екологічного попуску 1999 року були найбільш оптимальними за останні 5 років спостережень. В результаті попуску відбулось заповнення малих озер, покращений санітарний та екологічний стан у пониззі Дністра.

### Екологічний попуск 2000 року

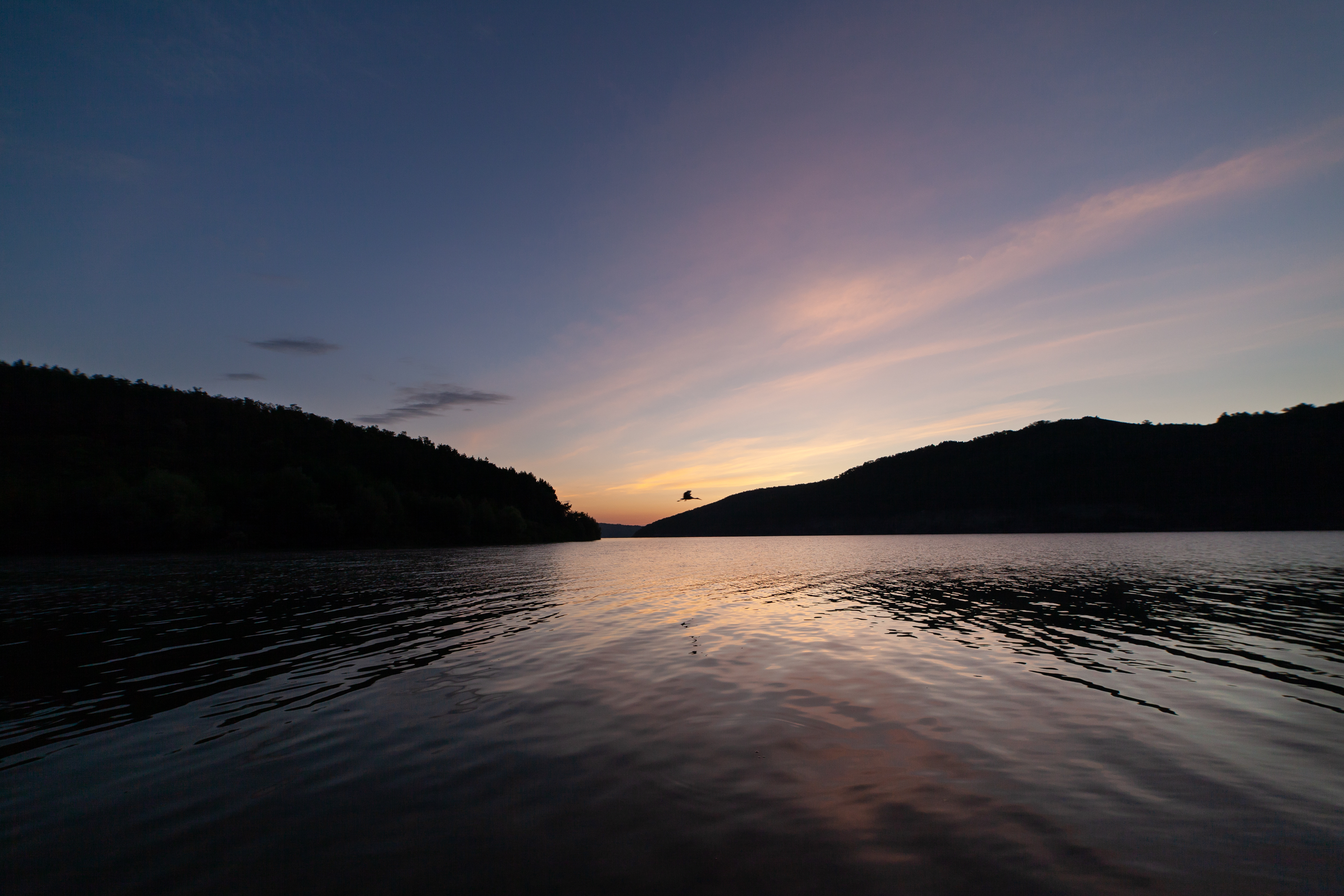
Лелека поспішає на ранкове полювання, річка Дністер

Тривав з 8 квітня по 23 травня (46 діб) і поєднав в собі санітарно-промивочний (8—19 квітня) та репродукційний (20 квітня — 23 травня) попуски. Водність в квітні та травні місяці становила відповідно 153 % та 61 % норми. Основні показники екологічного попуску:
- середні витрати — 538 м3/с, при середньому значенні припливу — 461 м3/с;
- об'єм витрат — 2139 м3/с, при об'ємі припливу — 1833 млн м3;
- рівень води у верхньому б'єфі на кінець екологічного попуску 119,27 м. Бс.

На першій фазі екологічного попуску вдалося забезпечити надходження дністровської води у плавні дельтової ділянки та підтримання необхідних для нересту глибин (0,5 — 0,7 м). Однак, аномально низька водність травня (296 м3/с) не дозволила завершити нерестову фазу екологічного попуску, що призвело до збитків в рибогосподарській галузі Одеської області.
Таким чином, загальна оцінка ефективності екологічного попуску 2000 року значно нижча, ніж у 1999 році.

### Екологічний попуск 2001 року
Тривав з 19 квітня до 18 травня (30 діб). Водність в квітні та травні становила відповідно 62 % та 61 % норми. Основні показники екологічного попуску:
- середні витрати — 419 м3/с, при середньому значенні припливу — 252 м3/с;
- об'єм витрат — 1086 млн м3, при об'ємі припливу — 652 млн м3;
- рівень води у верхньому б'єфі на кінець екологічного попуску 118,81 м. Бс.

У результаті екологічного попуску було залито водою близько 85 % всієї площі плавнів. Рівень води в них підтримувався стабільним впродовж всього нерестового періоду, осушення ікри та загибелі риби, що зайшла, на нерест не відмічалося.
Таким чином, екологічний попуск 2001 року в певній мірі позитивно вплинув на екологічний та санітарний стан пониззя Дністра та Дністровських плавнів.

### Екологічний попуск 2002 року
Тривав з 9 квітня по 14 травня (36 діб). Водність в квітні та травні місяці становила відповідно 66 % та 67 % норми. Основні показники екологічного попуску:
- середні витрати — 396 м3/с, при середньому значенні припливу — 298 м3/сек.;
- об'єм витрат — 1232 млн м3, при об'ємі припливу — 925 млн м3;
- рівень води у верхньому б'єфі на кінець екологічного попуску 118,30 м. Бс.

Спрацювання водосховища в умовах низької водності негативно вплинуло на проходження нересту в самому водосховищі (відбулось осушення нерестилищ), а також вплинуло на прискорення процесів берегообрушення, які випередили прогнозовані величини.
У зв'язку з вищезазначеним, можна стверджувати, що екологічний попуск з Дністровського водосховища, проведений у 2002 році був неефективним, а на саме водосховище спричинив негативний вплив.

### Екологічний попуск 2003 року
Тривав з 21 квітня до 21 травня (31 доба). Водність в квітні та травні становила відповідно 80 % та 64 % норми. Основні показники екологічного попуску:
- середні витрати — 348 м3/с, при середньому значенні припливу — 258 м3/с;
- об'єм витрат — 903 млн м3, при об'ємі припливу — 690 млн м3;
- рівень води у верхньому б'єфі на кінець екологічного попуску 119,15 м. Бс.

Наповнення нерестилищ пониззя Дністра розпочалося 30 квітня, а рівень води стабілізувався 5 травня. Площа нерестилищ, залитих водою, склала 12 тис.га, або 50 % їх загальної кількості, що було недостатнім для повноцінного проходження нересту. Тому екологічний попуск 2003 року можна характеризувати як малоефективний.

### Екологічний попуск 2004 року
Тривав з 9 квітня до 9 травня (31 доба). Водність в квітні та травні становила відповідно 49 % та 57 % норми. Основні показники екологічного попуску:
- середні витрати — 361 м3/с, при середньому значенні припливу — 205 м3/с;
- об'єм витрат — 976 млн м3, при об'ємі припливу — 548 млн м3;
- рівень води у верхньому б'єфі на кінець екологічного попуску 117,68 м. Бс.

Скиди, які були проведенні з Дністровського водосховища, не забезпечили надходження дністровської води до більшості заплавних озер. Поряд з малою водністю, основною причиною такого становища стали старі дамби обвалування вздовж траси Одеса—Рені. Загалом залитими водою виявилися лише 60 % нерестових угідь, що дозволяє характеризувати екопопуск 2004 року, як і в попередньому році, малоефективним.

## Населені пункти, затоплені Дністровським водосховищем
У Тернопільській, Чернівецькій, Хмельницькій та Вінницькій областях в 1981 році підлягали переселенню 63 села. Реально було переселено 29 поселень повністю (4 з них перенесено вище зі збереженням назви - Кормань, Макарівка, Ушиця, Патринці) та 2 частково (Сокілець та Непоротове). Переселення торкнулися лише Хмельницької та Чернівецької областей. Було переселено 7486 дворів (50,5 % від усіх припали на Кам'янеччину.